# Tiro en los Juegos Europeos de Cracovia 2023
El tiro en los III Juegos Europeos se realizó en el Centro de Tiro de Breslavia (Polonia) del 22 al 2 de julio de 2023.
En total fueron disputadas en este deporte 30 pruebas diferentes, 12 masculinas, 12 femeninas y 6 mixtas, repartidas en las dos especialidades de este deporte: 20 en tiro de precisión y 1 en tiro al plato.

## Medallistas

### Masculino
| Evento                                               | Oro                         | Plata                             | Bronce                             |
| ---------------------------------------------------- | --------------------------- | --------------------------------- | ---------------------------------- |
| Rifle 3 posiciones 50 m (25 de junio)                | Zalán Pekler · Hungría      | Jiří Přívratský · República Checa | Alexander Schmirl · Austria        |
| Rifle 3 posiciones 50 m por equipo (29 de junio)     | Hungría                     | República Checa                   | Serbia                             |
| Rifle 10 m (23 de junio)                             | Danilo Sollazzo · Italia    | Maximilian Ulbrich · Alemania     | Jiří Přívratský · República Checa  |
| Rifle 10 m por equipo (24 de junio)                  | Hungría                     | Croacia                           | Austria                            |
| Pistola rápida de fuego 25 m (30 de junio)           | Clément Bessaguet · Francia | Christian Reitz · Alemania        | Martin Podhráský · República Checa |
| Pistola rápida de fuego 25 m por equipo (1 de julio) | Francia                     | República Checa                   | Italia                             |
| Pistola 10 m (22 de junio)                           | İsmail Keleş · Turquía      | Robin Walter · Alemania           | Paolo Monna · Italia               |
| Pistola 10 m por equipo (24 de junio)                | Alemania                    | Turquía                           | Italia                             |
| Foso (30 de junio)                                   | Mauro De Filippis · Italia  | Vladimír Štěpán · República Checa | Rickard Levin-Andersson · Suecia   |
| Foso por equipo (2 de julio)                         | Croacia                     | Eslovaquia                        | Portugal                           |
| Skeet (25 de junio)                                  | Marcus Svensson · Suecia    | Dainis Upelnieks · Letonia        | Eetu Kallioinen · Finlandia        |
| Skeet por equipo (27 de junio)                       | Finlandia                   | Italia                            | Grecia                             |

### Femenino
| Evento                                           | Oro                         | Plata                            | Bronce                          |
| ------------------------------------------------ | --------------------------- | -------------------------------- | ------------------------------- |
| Rifle 3 posiciones 50 m (26 de junio)            | Jenny Stene · Noruega       | Natalia Kochańska · Polonia      | Seonaid McIntosh · Reino Unido  |
| Rifle 3 posiciones 50 m por equipo (29 de junio) | Noruega                     | Suiza                            | Alemania                        |
| Rifle 10 m (23 de junio)                         | Nina Christen · Suiza       | Kamila Novotná · Eslovaquia      | Océanne Muller · Francia        |
| Rifle 10 m por equipo (24 de junio)              | Suiza                       | Noruega                          | Polonia                         |
| Pistola 25 m (26 de junio)                       | Anna Korakaki · Grecia      | Antoaneta Kostadinova · Bulgaria | Doreen Vennekamp · Alemania     |
| Pistola 25 m por equipo (28 de junio)            | Ucrania                     | Polonia                          | Alemania                        |
| Pistola 10 m (22 de junio)                       | Klaudia Breś · Polonia      | Camille Jedrzejewski · Francia   | Olena Kostevych · Ucrania       |
| Pistola 10 m por equipo (24 de junio)            | Alemania                    | Francia                          | Italia                          |
| Foso (30 de junio)                               | Jessica Rossi · Italia      | Satu Mäkelä-Nummela · Finlandia  | Jana Špotáková · Eslovaquia     |
| Foso por equipo (2 de julio)                     | Italia                      | Turquía                          | Alemania                        |
| Skeet (25 de junio)                              | Martina Bartolomei · Italia | Emmanuela Katzuraki · Grecia     | Nadine Messerschmidt · Alemania |
| Skeet por equipo (27 de junio)                   | Italia                      | Eslovaquia                       | República Checa                 |

### Mixto
| Evento                                     | Oro                                             | Plata                                                   | Bronce                                           |
| ------------------------------------------ | ----------------------------------------------- | ------------------------------------------------------- | ------------------------------------------------ |
| Rifle 3 posiciones 50 m (28 de junio)      | Jan Lochbihler · Nina Christen · Suiza          | Andreas Thum · Sheileen Waibel · Austria                | Simon Claussen · Jenny Stene · Noruega           |
| Rifle 10 m (22 de junio)                   | Zalán Pekler · Eszter Mészáros · Hungría        | Jesús Oviedo Berenguer · Paula Grande Martínez · España | Danilo Sollazzo · Sofia Ceccarello · Italia      |
| Pistola 10 m (23 de junio)                 | Paolo Monna · Sara Costantino · Italia          | Benik Jlgatian · Elmira Karapetian · Armenia            | Samuil Donkov · Antoaneta Kostadinova · Bulgaria |
| Pistola rápida de fuego 25 m (27 de junio) | Pavlo Korostylov · Yuliya Korostylova · Ucrania | Matěj Rampula · Alžběta Dědová · República Checa        | Ole-Harald Aas · Ann Helen Aune · Noruega        |
| Foso (1 de julio)                          | Giovanni Pellielo · Jessica Rossi · Italia      | Matthew Coward-Holley · Lucy Hall · Reino Unido         | Mauro De Filippis · Giulia Grassia · Italia      |
| Skeet (26 de junio)                        | Gabriele Rossetti · Simona Scocchetti · Italia  | Andreas Jásikos · Anastasía Eleftheríu · Chipre         | Ben Llewellin · Amber Rutter · Reino Unido       |

## Medallero
| Núm. | País            | Oro | Plata | Bronce | Total |
| ---- | --------------- | --- | ----- | ------ | ----- |
| 1    | Italia          | 9   | 1     | 6      | 16    |
| 2    | Hungría         | 4   | 0     | 0      | 4     |
| 3    | Suiza           | 3   | 1     | 0      | 4     |
| 4    | Alemania        | 2   | 3     | 5      | 10    |
| 5    | Francia         | 2   | 2     | 1      | 5     |
| 6    | Noruega         | 2   | 1     | 2      | 5     |
| 7    | Ucrania         | 2   | 0     | 1      | 3     |
| 8    | Polonia         | 1   | 2     | 1      | 4     |
| 9    | Turquía         | 1   | 2     | 0      | 3     |
| 10   | Finlandia       | 1   | 1     | 1      | 3     |
| 10   | Grecia          | 1   | 1     | 1      | 3     |
| 12   | Croacia         | 1   | 1     | 0      | 2     |
| 13   | Suecia          | 1   | 0     | 1      | 2     |
| 14   | República Checa | 0   | 5     | 3      | 8     |
| 15   | Eslovaquia      | 0   | 3     | 1      | 4     |
| 16   | Austria         | 0   | 1     | 2      | 3     |
| 16   | Reino Unido     | 0   | 1     | 2      | 3     |
| 18   | Bulgaria        | 0   | 1     | 1      | 2     |
| 19   | Armenia         | 0   | 1     | 0      | 1     |
| 19   | Chipre          | 0   | 1     | 0      | 1     |
| 19   | España          | 0   | 1     | 0      | 1     |
| 19   | Letonia         | 0   | 1     | 0      | 1     |
| 23   | Portugal        | 0   | 0     | 1      | 1     |
| 23   | Serbia          | 0   | 0     | 1      | 1     |
|      | TOTAL           | 30  | 30    | 30     | 90    |